# Verdrijving uit het paradijs
Verdrijving uit het paradijs is een artistiek kunstwerk in Amsterdam Nieuw-West.
De kunstenaar in kwestie Harry op de Laak maakte dit mozaïek in baksteen in 1960-1961 voor een vestiging van een christelijke openbare leeszaal annex bibliotheek. Het is te vinden op een (bijna) blinde muur op het gebouw aan de Johan Jongkindstraat 127. Een reusachtige engel begeleidt Adam en Eva (nog met appel in de hand) het paradijs uit. 
Kunsthistorica Yteke Spoelstra deed verslag over dit werk in een onderzoek naar wandkunst in Amsterdam. Zij omschreef het werk als abstract-figuratief, typerend voor de wederopbouw. Zij deelde het werk in bij het topsegment (onderscheid top-waardevol-behoudenswaardig). Het is mede van belang omdat Harry op de Laak van 1974 tot 1986 docent was aan de Rijksakademie van beeldende kunsten. Zij vond ook dat het mozaïek beeldbepalend is voor de omgeving. De kruising Johan Jongkindstraat en Jan Tooropstraat bevat in de oorspronkelijke bebouwing monotone Airey-bouwblokken van architect Hein Klarenbeek, die destijds werkte bij J.F. Berghoef. Het is een van de grootste mozaïeken in de stad.   

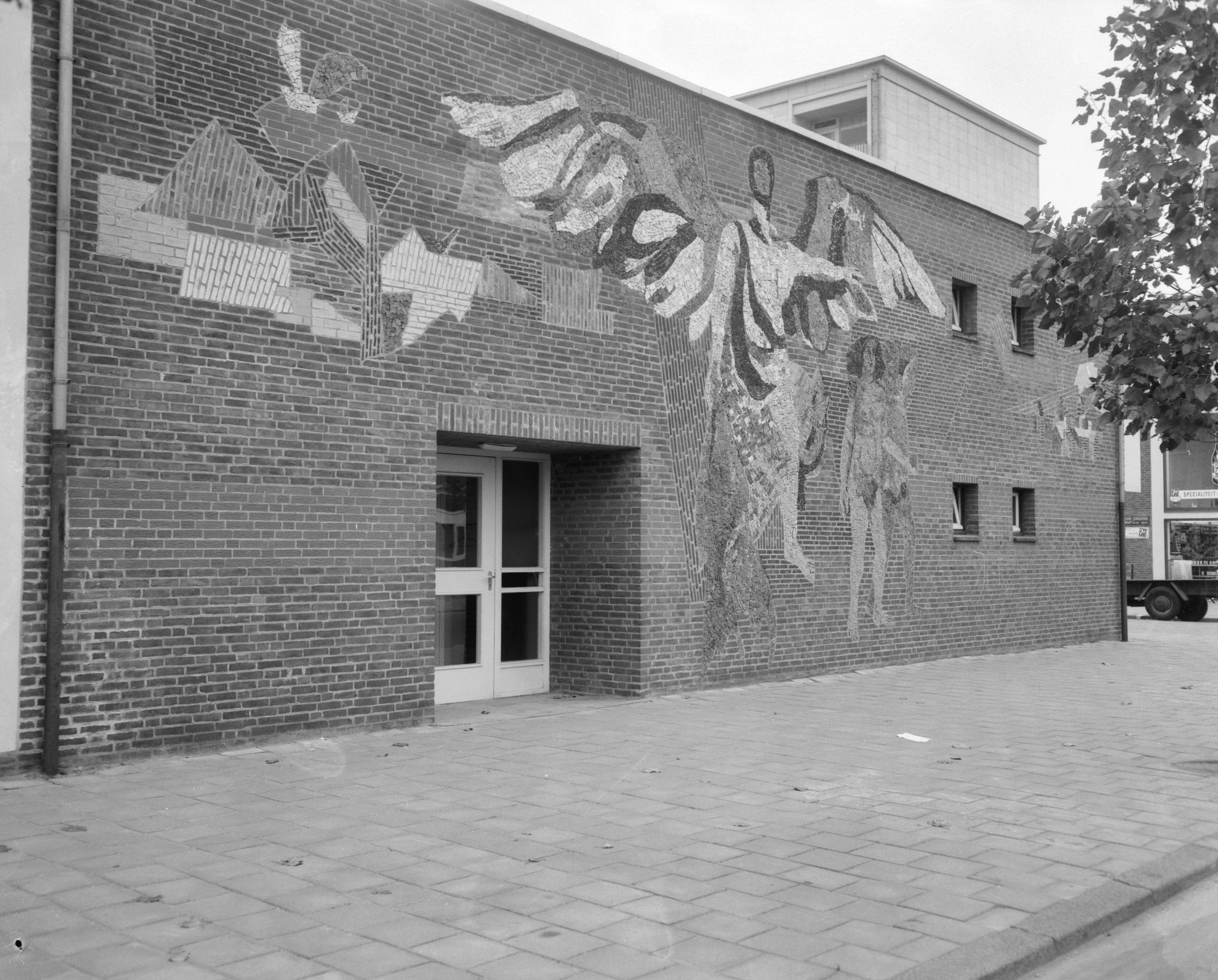
Verdrijving uit het paradijs (1963)